# 计浩然
计浩然（1916年—1971年），浙江嘉善人，中华人民共和国政治人物。
当选劳模。上海江南造纸厂工程师、副厂长。1954年，当选第一届全国人民代表大会代表。